# Quartier de Beaugrenelle
Le quartier de Beaugrenelle est un quartier de Paris situé sur le Front-de-Seine, dans l'ouest du 15e arrondissement (Rive gauche), à cheval sur les quartiers administratifs de Grenelle et Javel.
Il s'agit d'une zone résidentielle et commerciale, érigée dans les années 1970 et prenant place devant la Maison de la Radio. Son nom est hérité d'un projet urbain antérieur du début du XIXe siècle. C'est un des rares quartiers de Paris à comporter de nombreux immeubles de grande hauteur : du nord au sud, Mercure I, la Tour de Mars, les tours Seine, Évasion 2000, Mercure II, Hachette, le Village, Avant-Seine, Mercure III, Paris Côté Seine, Totem, Reflets, Novotel Paris Tour Eiffel, Rive Gauche, Panorama, Perspective I, Beaugrenelle, Cristal, Keller, Perspective II, Espace 2000 et Mirabeau. La cheminée du Front-de-Seine, blanche, se situe en face du « Village » et permet l'évacuation pour le chauffage urbain de la CPCU. La tour Mercure I, restructurée et livrée par Gecina en mai 2011, accueille depuis 2013 une partie de l'Agence nationale de la sécurité des systèmes d'information (ANSSI).
Le quartier de Beaugrenelle se situe sur les quartiers administratifs de Grenelle (au nord-est) et de Javel (au sud-ouest).

## Le lotissement Violet: l'origine du nom deBeaugrenelle
Inauguré le 27 juin 1824, à la suite de l'achat et du lotissement de la plaine de Grenelle par deux conseillers municipaux de Vaugirard, Léonard Violet et Alphonse Letellier, le nouveau quartier de « Beau-Grenelle » est destiné à séduire une population bourgeoise absente jusqu'alors de ces parages populaires. Le projet reprend le nom plus modeste de Grenelle et la commune devient autonome en 1830.
Le 1er janvier 1860, une étape essentielle dans les grands travaux dirigés par Haussmann se réalise avec le rattachement à Paris de nombreuses communes voisines, dont celle de Grenelle (la capitale française passe alors de douze à vingt arrondissements).

## Centre commercial

### Premier centre commercial (1979)

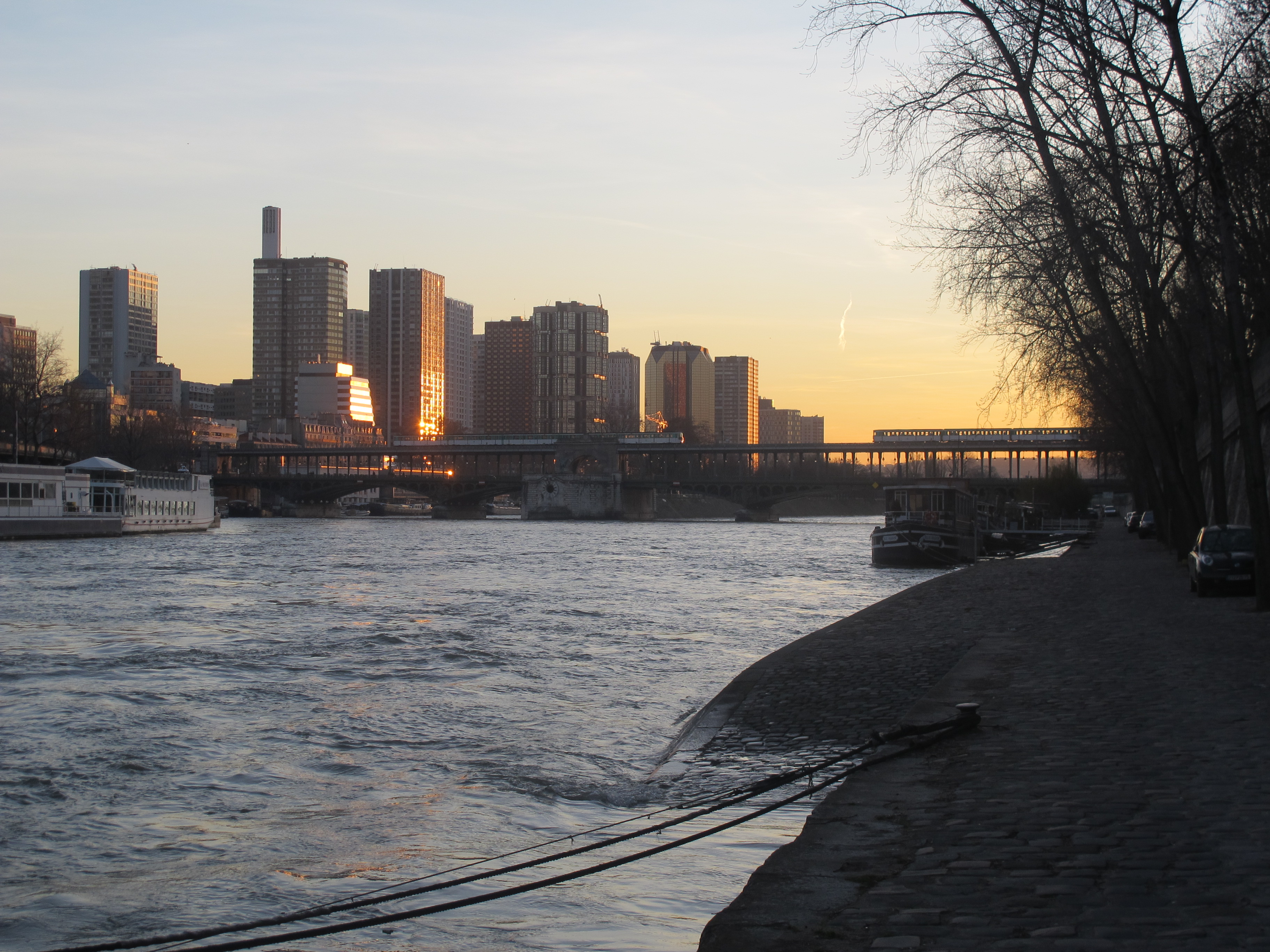
Vue du Front-de-Seine et du pont de Bir-Hakeim, depuis le port Debilly.

Le premier centre commercial Beaugrenelle ouvre fin avril 1979, avec quatre-vingts boutiques réparties sur deux niveaux. 
Mais alors qu'à son lancement, la direction du centre avait prévu d'y attirer tout l'ouest parisien, dès l'année 1980 il apparaît qu'il n'attire que les habitants des proches environs.
En dissociant les fonctions de circulation et de commerces, il connaît une fréquentation de moins en moins importante, alors que les bâtiments se dégradent. Quasi-déserté au milieu des années 2000, il est finalement détruit pour laisser place à un nouveau projet.

### Rénovation du centre commercial (2007-2013)
Tous les ilots de la dalle sont partiellement rénovés.
Le 30 juin 2010, le tribunal administratif de Paris a rejeté la requête de deux associations contre le permis de construire, après deux recours intentés par ces associations.

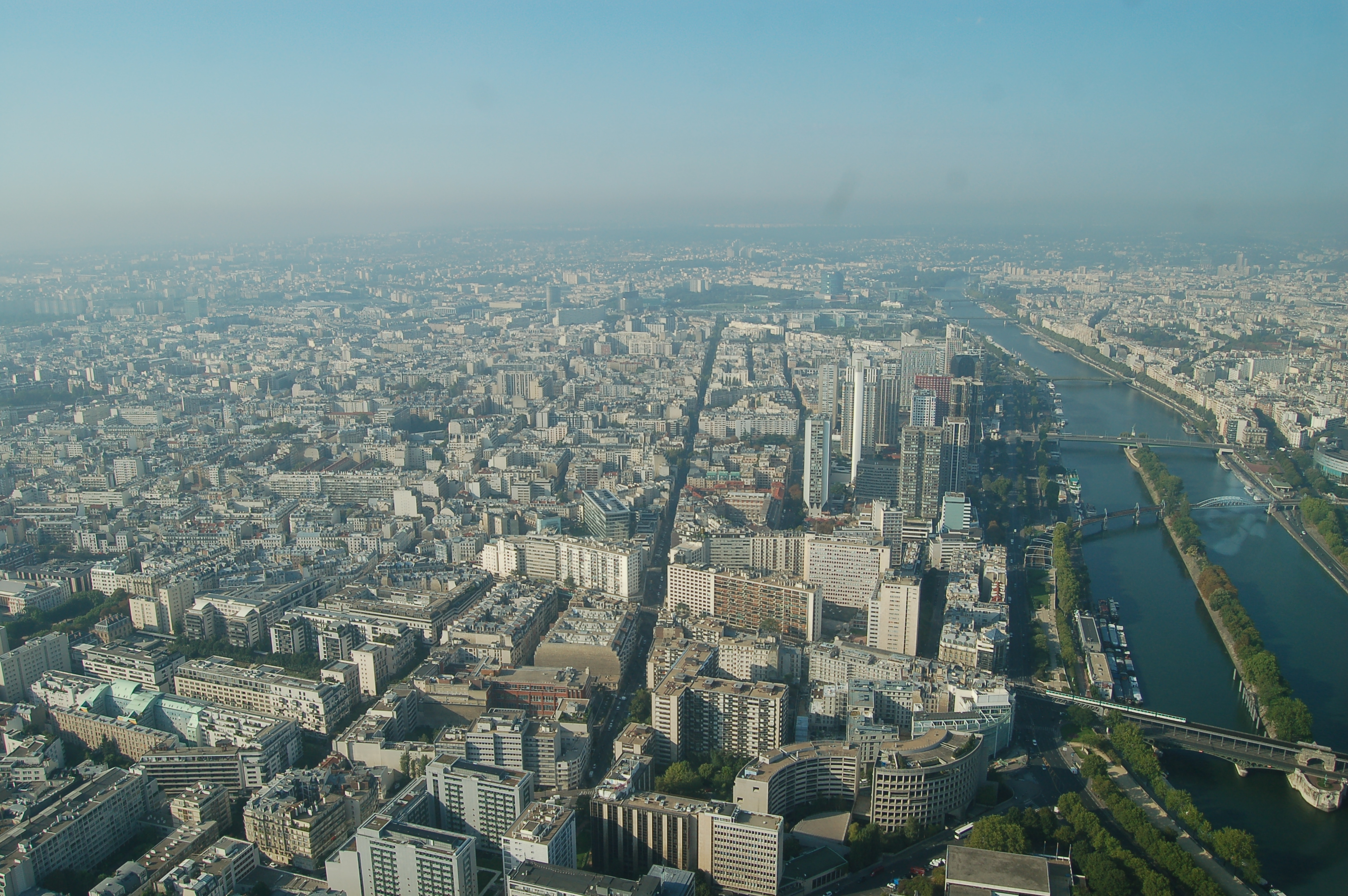
Vue depuis la tour Eiffel.

Près de la place Charles-Michels, l'îlot Pégase, qui n'est pas détruit mais rénové (2007-2009), est destiné aux services et aux commerces de proximité ainsi qu'à la mode et la décoration. Près de la rue Émeriau, l'îlot Vega est modernisé (accès et sols) et revégétalisé. La bibliothèque Andrée-Chedid, anciennement bibliothèque Beaugrenelle, modernisée et réaménagée, est inaugurée le 19 novembre 2012 et offre un espace de 2 300 mètres carrés. Près de la rue Linois, les bâtiments principaux sont rasés puis reconstruits. Ils comportent à l'extérieur une façade en verre éclairée. À l'intérieur, ils sont organisés autour d'un vaste atrium ovale, dont les escalators sont illuminés grâce à une coupole. Une partie est recouverte d'une vaste toiture végétale. Près du quai de Grenelle, l’îlot Verseau, à vocation culturelle, comprend un complexe cinématographique de dix salles.
Le promoteur immobilier et PDG d'Apsys Group Maurice Bansay a repris le projet  et en a fait un nouveau centre commercial, qui a ouvert ses portes le 23 octobre 2013. Le « nouveau Beaugrenelle », qui doit dynamiser un quartier commercialement en partie déserté, a une capacité de deux cent à deux cent cinquante mille visiteurs par semaine, soit dix à treize millions de visiteurs par an.

## Biodiversité

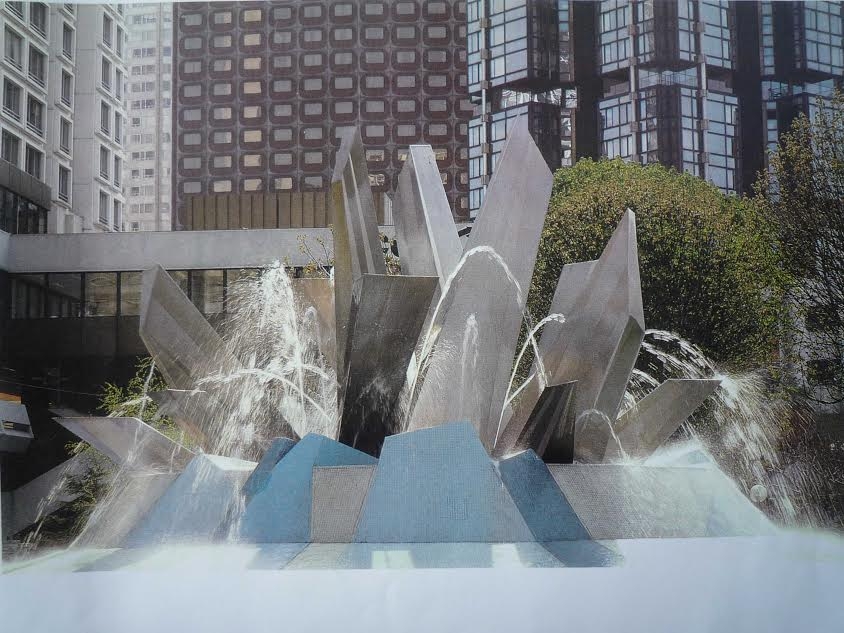
Sculpture-fontaine Cristaux par Jean-Yves Lechevallier.

Le square Béla-Bartók, qui abrite la fontaine Cristaux  de Jean-Yves Lechevallier, est désormais entretenu par la ville de Paris selon des méthodes naturelles et écologiques.

Au printemps 2013, un couple de faucons pèlerins a réussi à nicher en haut de la cheminée du Front de Seine.

## Équipements sportifs
- Piscine Keller, 14, rue de l'Ingénieur-Robert-Keller.
- Piscine René-et-André-Mourlon, 19, rue Gaston-de-Caillavet.
- Centre sportif René-et-André-Mourlon, 19, rue Gaston-de-Caillavet.

## Desserte
La station de métro Charles Michels (ligne 10) débouche sur la place Charles-Michels (rue Linois).